# Kaplica św. Anny w Poświętnem
Kaplica św. Anny jest drugim kościołem powstałym na niewielkim wzniesieniu zwanym Dziewiczą lub Panieńską Górą. Wybudowana na przełomie XVIII i XIX wieku w miejscu rozebranej około 1782 r. pierwszej, drewnianej świątyni z 1673 r.
Historia budowy pierwszego kościoła w Studziannie wiąże się z objawieniem maryjnym, którego doświadczył złożony chorobą murarz Wojciech ze Smardzewic z 12 na 13 grudnia 1664 roku w dworze w Studziannie. W objawieniu Matka Boża poprosiła, aby Wojciech wybudował jej kaplicę na Dziewiczej lub Panieńskiej Górze, nazywanej tak na cześć dziewcząt, które poniosły w tym miejscu śmierć, broniąc swojego dziewictwa przed napastliwymi żołnierzami.
Kaplica świętej Anny stoi w miejscu pierwszego kościoła sanktuaryjnego w Studziannie, pod wezwaniem Najświętszego Imienia Jezus, Maryi Panny i Św. Józefa, którego budowę rozpoczęto poświęceniem kamienia węgielnego w 1672 roku, a pierwsze nabożeństwa odbyły się już rok później. Poza krótkimi wzmiankami w kronikach, nie zachował się żaden opis lub rycina przedstawiająca pierwszą studziańską świątynię. Wiadomo jedynie, że był to drewniany budynek, wysoko podmurowany, nader pięknie i kosztownie urządzony. Kościół ów wyposażony był w ołtarz główny, w którym znajdował się obraz Świętej Rodziny oraz przynajmniej dwa boczne ołtarze: Chrystusa Ukrzyżowanego i Św. Filipa Nerii. Świątynia posiadała podziemia, w których chowano kustoszy sanktuarium oraz jego fundatorów i osoby zasłużone.
Szybki wzrost ruchu pątniczego wymógł budowę kolejnej świątyni sanktuaryjnej, i być może już w 1688, w niewielkiej odległości od Dziewiczej Góry, zaczęto stawiać fundamenty obecnego kościoła. Cudowny Obraz pozostał jednak w pierwszej świątyni aż do 1776 r. Istniała ona do 1782 roku, kiedy dokonano jej rozbiórki, wynikającej prawdopodobnie ze złego stanu budynku, dotkniętego pożarem przynajmniej dwukrotnie – w 1721 i 1751 r.
Z czasem, pod koniec XVIII lub na początku XIX w., wybudowano niewielki kościółek pod wezwaniem św. Anny. Wyposażony został w jeden ołtarz, nad którym zawieszono obraz św. Anny z Maryją oraz kopie obrazu Świętej Rodziny.
Tytuł świątyni może wiązać się z fundatorami studziańskich świątyń, gdyż w rodzinie Starołęskich-Zbąskich imię Anna występowało dość często. Również nie bez znaczenia był kult św. Anny w Smardzewicach, skąd pochodził ród Zbąskich oraz „mularz” Wojciech.